# 熊本県立玉名高等学校・附属中学校

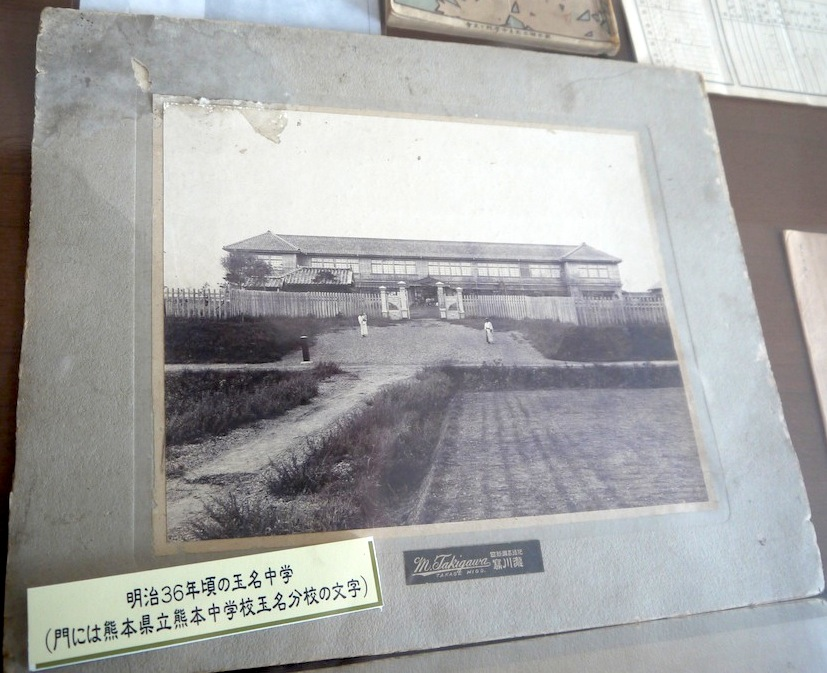
1903年頃の熊本中学校玉名分校

熊本県立玉名高等学校・附属中学校（くまもとけんりつ たまなこうとうがっこう・ふぞくちゅうがっこう, Kumamoto Prefectural
Tamana Senior High School and Junior High School）は、熊本県玉名市中にある県立の高等学校・中学校。通称は「玉高」（たまこう・たまたか）・「玉附」（たまふ）

## 沿革
旧制玉名中学校
- 1903年 - 玉名郡弥富村に熊本県立熊本中学校玉名分校開校。
- 1906年 - 県立熊本中学校より独立し、県立玉名中学校と改称。
- 1937年 - 本館と講堂竣工
- 1948年 - 学制改革に伴い熊本県立玉名高等学校第一部と改称。

旧制玉名高等女学校
- 1912年 - 玉名郡弥富村に玉名郡立実科高等女学校開校、後に玉名郡立玉名高等女学校に改編・改称。
- 1923年 - 県立移管し、県立高瀬高等女学校と改称。
- 1933年 - 立願寺に校舎を新築し、錦川校舎から全校移転。
- 1948年 - 学制改革により、熊本県立玉名高等学校第二部と改称、定時制課程併置。

新制玉名高等学校
- 1949年 - 部制を改め第一部・第二部を普通科、第三部（前年設立の旧・三十六ヶ町村組合立熊本県玉名農業学校）を農業科とする。
- 1950年 - 農業科が熊本県立玉名農業高等学校として分離、普通科のみとなる。
- 1960年 - 商業科を新設。
- 1994年 - 商業科を廃止。
- 2001年 - 本校の『本館・前庭池・正門』が登録有形文化財に登録される。
- 2003年 - 創立100周年。
- 2010年 - 附属中学校を設置。宇土中・高、八代中・高に続き、県内3番目の公立中高一貫校となる。
- 2011年 - 附属中学校が開校[1]。

## 学校行事
- 4月 - 始業式・入学式・新入生歓迎会・結団式
- 5月 - 体育祭
- 7月 - 終業式
- 8月 - 始業式
- 9月 - 若駒祭（文化祭）
- 12月 - 小岱山一周大会
- 12月 - 終業式
- 1月 - 始業式
- 3月 - 終業式
- 3月 - 卒業式

## 部活動
- 卓球部 - 2014年の全国の新人戦で団体戦優勝。
- バスケ部
- バレー部
- 陸上部 - 1952年の全国高等学校駅伝競走大会で優勝、 平成28年/30年度 インターハイ出場
- サッカー部
- 弓道部
- 茶道部
- 放送部
- 華道部-2015年の全国大会で準優勝。
- 箏曲部-第42回全国高校総文祭熊本県代表選考会  金賞
- 写真部
- バドミントン部
- ソフトテニス部
- 硬式テニス部
- ハンドボール部
- 音楽部
- ギター部
- 器楽部 - 吹奏楽部にあたる。2004年度には全日本吹奏楽コンクール熊本県支部予選で創部以来初の金賞を受賞。
- 登山部 - 近年では1999年岩手高校総体（男子）、2008年埼玉高校総体（女子）の出場実績があり、2009年度も女子が兵庫県で開催された高校総体に出場した。2015年熊本県新人戦大会優勝。
- 剣道部
- 水泳部
- 柔道部
- 野球部 - 2014年、第96回全国高校野球熊本大会で、熊本県立天草高等学校倉岳校に、40-0で5回コールドゲーム勝利した[2]。

ほか、運動系・文化系の各種の部活動が設置されている。

## 交通
- JR鹿児島本線 玉名駅 より徒歩6分（屈指の好立地）
- 九州産交バス 玉名高校前 バス停 すぐ

## 著名な出身者
※前身校を含む。
- 荒木時次 - 経済学者
- 五十嵐勇 - 理学者
- 生田琢巳 - 大学教授
- 池上二男 - 海軍軍人
- 池田英史 - アーティスト、ミュージシャン、（元それでよかったのか?、ネルソン・グレート）
- 池田勝 - 教育者
- 池田憲義 - 裁判官
- 井嶋博之 - 大学教授
- 一瀬正巳 - 理学者
- 入江克雅 - 理学者
- 植田いつ子 - ファッションデザイナー
- 上原訓蔵 - 外語学者
- 上野文男 - 大学教授
- 内野明徳 - 大学教授
- 内村圭一ｰ大学教授
- 有働佳史 - 脚本家、演出家、映画監督
- 大江卓二ｰ官僚、技術者
- 太田善郎 - 医学者
- 岡田尚 - 弁護士
- 岡村一郎 - 医学者
- 小野長門 - 大学教授
- Calm - ミュージシャン
- 海達公子 - 詩人
- 片山佃-農学者
- 加藤圭朗 - 官僚
- 甲木伸一-大学教授
- 金栗四三 - マラソン選手、校内に銅像が建立される
- 川本邦雄 - 官僚
- 金堀伸夫 - 医師、作詞家。
- 北原経太 - 医学者
- 城戸卓 - 俳優
- 坂上惇 - プロ野球選手
- 五嶋孝吉 - 理学者
- 坂口敏之 - 軍医
- 坂口秀哉 - 研究者
- 坂口主税 - 官僚、政治家。
- 坂村真民 - 詩人
- 櫻井倫 - 大学教授
- 澤田洋典 - 外交官
- 島津勇典 - 政治家
- 笠智衆 - 俳優
- 瀬口和義 - 大学教授
- 関島秀樹 - シンガーソングライター、作詞家・作曲家
- 曾布川征夫 - 実業家
- 田代裕一ｰ大学教授
- 田辺哲夫 - 教育者
- 高木作太 - 実業家
- 髙木太郎-弁護士
- 高嵜哲哉 - 政治家
- 高田明 - 医師
- 高田浩運 - 内務・厚生官僚。社会保険庁長官。厚生次官。参議院議員。
- 高野巽 - 文学者
- 竹下武雄 - 教育者
- 竹下幸俊 - 科学者
- 多久儀四郎 - 中距離選手
- 多田隈満 - 医師、官僚。
- 田代功 - 官僚
- 田中三雄 - 海軍軍人、自衛隊員。
- 田宮貞亮 - 医学者
- 谷口興一ｰ医師
- 築地美孝ｰマラソン選手、指導者
- 塚本毅 - 外交官
- 佃亮二 - 実業家（福岡銀行頭取、九州経済調査協会会長、日本銀行理事）
- 続素美代 - 登山家、翻訳家
- 続訓弘 - 東京都副知事、参議院議員
- 連川貞弘 - 大学教授
- 徳永郁介 - 文学者
- 徳永春夫 - 教育者
- 土井正徳 - 医学者
- 富田義信 - 陸軍軍人
- 中川州男 - 陸軍軍人
- 永松定 - 文学者
- 中山一郎 - 翻訳家
- 西丸雄也 - 大学教授
- 林田彪 - 政治家
- 橋本二郎ｰ政治家
- 花吉洋一 - 教育者
- 長谷川光一 - 理学者
- 坂東正明 - 海軍軍人
- 弘好文 - 医学者
- 広瀬続 - 教育者、官僚
- 広瀬藤蔵 - 海軍軍人
- 平河喜美男 - 官僚
- 平山邦彦 - 大学教授
- ヒロモト森一 - 漫画家
- 福田良三 - 海軍軍人
- 福田豊 - 編集者
- 福本容子 - 毎日新聞論説委員
- 福島重廣 - 大学教授
- 福山隆雄 - 大学教授
- 藤原保明 - 官僚
- 船山春子 - 小説家、編集者　※中退
- 外本伸治 - 工学者
- 堀川征孝 - 日本製粉社長、製粉協会会長
- 堀川芳雄 - 理学者
- 松浦九州男 - 陸軍軍人
- 松川昭博 - 大学教授
- 松永信智 - 大学教授
- 松森正 - 漫画家
- 丸山雍成 - 大学教授
- 三津家貴也 - インフルエンサー
- 宮崎世民 - 政治家
- 宮崎世龍 - 記者
- 宮辺英夫 - 陸軍軍人
- 宮原道也 - 医学者
- 村田勉 - 日本油脂社長
- 毛利昌三 - 文学者
- 本里義明 - 工学者
- 森崎博志ｰ大学教授
- 森本茂喜‐医学者
- 森山恒雄 - 大学教授
- 両角昂ｰ海軍軍人
- 薬師寺尊正 - 弁護士
- 山川龍雄 - 日経ビジネス編集委員
- 米沢和彦 - 大学教授
- 保村大和 - 俳優
- 柳明日菜 - 映画監督、脚本家、俳優
- 渡辺一徳 - 大学教授
- 渡辺公一郎 - 大学教授
- 渡辺桂吉 - 医学者
- 矢毛石栄造 - 工学者
- 山本清人 - 医学者
- 由布喜久雄 - 海軍軍人
- 余田弦彦 - 詩人
- 吉田宣弘 - 政治家（衆議院議員）
- 吉永昭 - 大学教授
- 吉永萌‐医学者
- 吉永武男 - 銀行家